# Claudine Longet
Claudine Georgette Longet (París, 29 de enero de 1942) es una cantante y actriz franco-estadounidense, popular en las décadas de los años 1960 y 1970, conocida por ser la exesposa del cantante Andy Williams.
Posteriormente fue acusada del asesinato de la estrella del esquí Vladimir "Spider" Sabich.

## Biografía

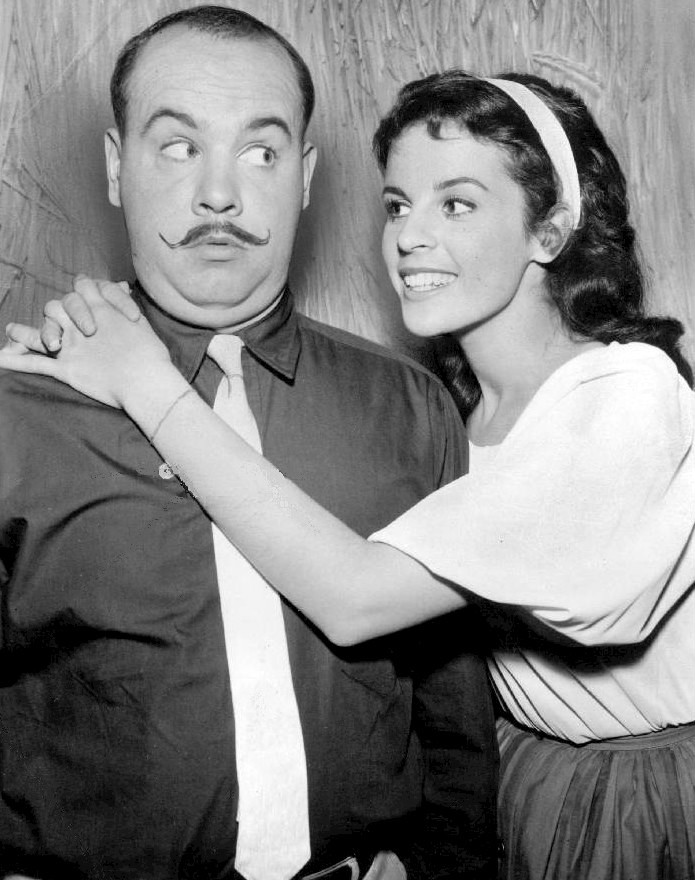
Tim Conway y Claudine Longet McHales Navy.

Longet conoció a Williams mientras le ayudaba en una carretera de Las Vegas. Por aquel entonces trabajaba como bailarina del Folies Bergère. Se casaron el día de Navidad de 1961 y tuvieron tres hijos: Noelle, Christian y Robert. 
En 1964 fue estrella invitada en un episodio de la tercera temporada de la serie de la ABC Combate !, y lo mismo ocurrió en el último episodio de la quinta temporada. En 1968 interpretó uno de los papeles protagonistas en la película de Blake Edwards The party (La fiesta inolvidable en Latinoamérica, El guateque en España) junto a Peter Sellers, cantando en ella Nothing to lose, de Henry Mancini. Longet grabó cinco álbumes para A&M Records entre 1966 y 1970 y dos álbumes para la firma Williams's Barnaby, en 1971 y 1972. También fueron frecuentes sus apariciones en series y programas de televisión.
Una canción, Wanderlove (con música y letra de Mason Williams), llegó al número siete de las listas de Singapur, y aún se escucha en las emisoras asiáticas.
En 1976 Longet fue arrestada y acusada de la muerte de su amante, el esquiador olímpico Vladimir "Spider" Sabich en su casa de Aspen (Colorado), quien recibió un disparo mientras se vestía después de ducharse. Sabich era un apuesto atleta con frecuentes compañías femeninas en la época en que conoció a Longet. A medida que su relación progresaba, Longet y sus tres hijos se fueron a vivir con Sabich, alterando radicalmente su vida de soltero. Hubo rumores muy extendidos de problemas en la pareja antes de la muerte del esquiador. Spider había comentado con algunos amigos que quería echar a Claudine de su casa, pero no había hecho nada, pues adoraba a los pequeños. 
En el juicio, Longet alegó que el arma se le disparó accidentalmente mientras aprendía a usarla. A pesar de que la autopsia demostró que Sabich estaba de espaldas a ella, y a más de dos metros de distancia, ella mantuvo su versión del trágico accidente. Williams ayudó a Longet durante el juicio, acompañándola a las audiencias.
La policía de Aspen cometió dos errores garrafales que facilitaron las cosas a Longet: por un lado, obtuvieron una muestra de sangre de Longet y confiscaron sus diarios sin una orden de registro. La sangre de Longet contenía cocaína y su diario mostró que su relación con Sabich se había vuelto problemática. Sin embargo, como las pruebas no fueron obtenidas legalmente, el fiscal no pudo usarlas. Asimismo, el arma fue mal manipulada por manos inexpertas: se entregó a un policía, quien la envolvió en una toalla y la puso en la guantera de su coche oficial; no fue fichada como prueba hasta tres días después.
En el estrado, Longet reiteró su inocencia y suplicó clemencia basándose en que sus tres hijos la necesitaban. El jurado la absolvió de la acusación de homicidio, pero la condenó por el cargo de negligencia criminal, un delito menor, y la sentenció a pagar una multa y pasar treinta días en la cárcel. Como gesto generoso, el juez Lohr permitió a Longet escoger esos días para que pudiera pasar más tiempo con sus hijos. Longet eligió pasar la mayoría de la sentencia en fines de semana. Una vez terminado el juicio, se fue de vacaciones con su abogado defensor Ron Austin, que dejó a su mujer y a sus hijos para acompañarla. Más tarde se casaron, y siguen juntos. Actualmente residen en Aspen.
Longet nunca actuó de nuevo. Tras el juicio, la familia Sabich inició un procedimiento civil de demanda. El caso se cerró fijando un gran acuerdo económico, con la condición que Longet nunca hablaría ni escribiría sobre su historia.

## The Rolling Stones
A causa del incidente, The Rolling Stones grabaron el tema "Claudine". Perteneciente a las sesiones de grabación de Some Girls (1978), desde entonces ha circulado en una serie de grabaciones no autorizadas a lo largo de los años. 
En 2011, la canción se incluyó oficialmente en la reedición deluxe de Some Girls, formando parte del disco de bonus tracks.